# الطيبة (ريف دمشق)
الطيبة قرية سوريّة تتبع إداريّاً لمحافظة ريف دمشق منطقة مركز ريف دمشق ناحية الكسوة، بلغ تعداد سكانها 4,008 نسمة حسب التعداد السكاني لعام 2004.